# Französische Straße (metrostation)
Französische Straße is een voormalig station van de metro van Berlijn, gelegen onder de kruising van de Friedrichstraße en de Französische Straße in de historische binnenstad van Berlijn, nabij de Gendarmenmarkt. Het station opende op 30 januari 1923 als onderdeel van de Nord-Süd-U-Bahn, de huidige lijn U6. Tussen 1961 en 1990 passeerden de treinen van deze West-Berlijnse lijn het station zonder te stoppen. Net als alle andere in Oost-Berlijn gelegen stations op het transittraject werd Französische Straße een spookstation.
Op 4 december 2020 is ongeveer 250m noordelijker bij de kruising met de verlengde U5 station Unter den Linden in gebruik genomen. Omdat er tussen deze 2 stations te weinig afstand zit, kwam vanaf dat moment station Französische Straße als haltepunt van de U6 te vervallen en werd gesloten. Over een nieuwe bestemming van de ruimtes in het station wordt nog nagedacht.

## Geschiedenis
Het Berlijnse stadsbestuur ontwikkelde al aan het begin van de 20e eeuw plannen voor een eigen metronet, dat onafhankelijk van de private Hochbahngesellschaft geëxploiteerd zou worden. De metroambities van de stad concentreerden zich op de zogenaamde Nord-Süd-Bahn, een noord-zuidlijn die het centrum over de as van de Friedrichstraße zou kruisen. De aanleg van de Nord-Süd-Bahn begon in 1912, maar moest vanwege het uitbreken van de Eerste Wereldoorlog al snel stilgelegd worden. Na de oorlog was de economische situatie zo slecht dat voltooiing van de lijn niet meer te realiseren leek. Men overwoog aan het begin van de jaren 1920 zelfs de deels gereedgekomen tunnels in de Friedrichstraße met zand te vullen, om het stadsverkeer van de vele bouwputten te verlossen. Deze oplossing bleek echter zo duur dat besloten werd de bouw in 1921 toch te hervatten.
Op 30 januari 1923 was het na een bouwtijd van elf jaar eindelijk zover: de Nord-Süd-Bahn kwam in gebruik en het station Französische Straße opende zijn deuren. Aangezien de stadskas vanwege de economische crisis zo goed als leeg was, bleef er weinig geld over voor de inrichting van de stations. De gebruikelijke betegeling van de wanden, zoals de oorspronkelijke architecten Heinrich Jennen en Walter Köppen hadden voorzien, was daarom geschrapt. Alfred Grenander, huisarchitect van de Hochbahngesellschaft, en Alfred Fehse hadden na de dood van Jennen en Köppen het project overgenomen en kozen voor een goedkope wandbekleding van pleister. Om de stations toch een eigen uiterlijk te geven werd er variatie aangebracht in de afstand tussen de steunpilaren, waardoor ook in het dak verschillende patronen ontstonden, en kreeg elk station een eigen herkenningskleur: de basiskleur van de stations is steeds wit, maar elementen als de stalen pilaren, omlijstingen en kiosken kregen een vaste kleur per station. Grenander had dit principe eerder toegepast op de U2 en liet de kleuren wederom in een zich herhalend patroon afwisselen. Station Französische Straße kreeg de kleur wit toegewezen; de pilaren en werden echter groen geschilderd.

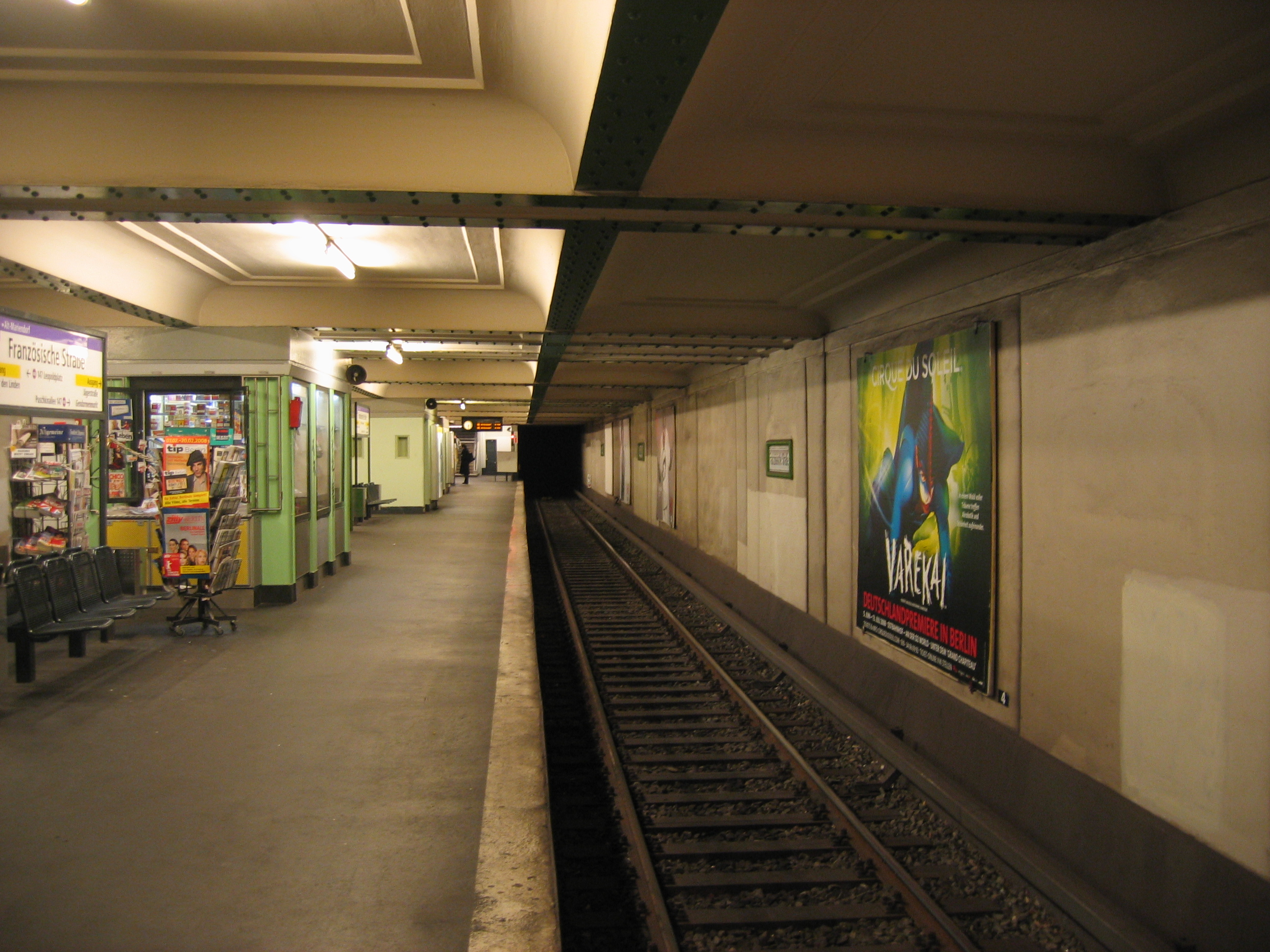
Perron

Aan beide uiteinden van het vlak onder het straatniveau gelegen eilandperron werden uitgangen naar de middenberm van de bovenliggende Friedrichstraße gecreëerd. Aangezien er hier weinig ruimte was, bouwde men aan elke zijde twee achter elkaar gelegen smalle trappen. De binnenste twee trappen dienden daarbij alleen als uitgang, terwijl de buitenste trappen als ingang aangemerkt waren. Deze oplossing is in vrijwel alle oudere stations van de U6 te vinden.

Terwijl op de oudere lijnen een perronlengte van 110 meter inmiddels de standaard was geworden, koos men bij de gemeentelijke metrolijn voor perrons met een lengte van 80 meter. Hierdoor konden, afhankelijk van het treintype, vier- of vijfrijtuigtreinen ingezet worden. Aangezien de Nord-Süd-Bahn met een groter omgrenzingsprofiel was aangelegd, reden er bredere treinstellen (2,65 m) met een grotere capaciteit dan op de lijnen van de Hochbahngesellschaft (2,3 m), waardoor kortere treinen voldoende werden geacht.

### Tweede Wereldoorlog
Tijdens de Tweede Wereldoorlog werd de regeringswijk rond de Friedrichstraße en de Wilhelmstraße veelvuldig gebombardeerd. Ook de tunnel van metrolijn C (U6) werd getroffen, maar station Französische Straße bleef gespaard. Eind april 1945 werd de dienst op de laatste nog in bedrijf zijnde metrolijnen vanwege de vele verwoestingen en gebrekkige stroomvoorziening gestaakt. De situatie verergerde nog in mei 1945, toen de Noord-zuidtunnel van de S-Bahn ter hoogte van het Landwehrkanaal werd opgeblazen en onder water kwam te staan. Via een voetgangerstunnel in station Friedrichstraße bereikte het water ook het metronetwerk. Bijna een miljoen kubieke meter water verspreidde zich vervolgens door de tunnels en het traject Leopoldplatz - Flughafen (C/U6) overstroomde volledig.
Na het einde van de oorlog begon men meteen met het herstellen van de beschadigde tunnels en stations. Op 12 juli 1945 reden de eerste pendeltreinen over het centrale deel van lijn C en was station Französische Straße weer geopend.

### Deling van de stad
Het metrostation was na de Tweede Wereldoorlog in de Sovjet-bezettingszone komen te liggen. Aanvankelijk had de opdeling van Berlijn weinig gevolgen voor het metroverkeer, hoewel het stadsvervoerbedrijf wel in tweeën gesplitst was en station Französische Straße dus bemand werd door personeel van de Oost-Berlijnse BVB. De bouw van de Berlijnse Muur in 1961 had echter een grote weerslag op de metro. Lijn C, die alleen in het centrum over Oost-Berlijns grondgebied verliep, bleef een West-Berlijnse lijn, die alle stations in de oostsector ging overslaan. Station Französische Straße werd hermetisch afgesloten, bewaakt door militairen en uiterlijk onherkenbaar gemaakt. Het station verdween zoals de gehele lijn C (en D) van de Oost-Berlijnse stadsplattegronden. Metrostation Französische Straße zou 29 jaar lang als spookstation in een diepe slaap verkeren. De DDR-autoriteiten maakten in de tachtiger jaren een begin met de aanleg van een verbindingstunnel tussen de lijnen A en C, om laatstgenoemde als Oost-Berlijnse lijn te exploiteren, maar dit project werd nooit voltooid.

### Hereniging
Nadat de Muur op 9 november 1989 was gevallen, werden de Oost-Berlijnse spookstations op lijn U8 een voor een heropend. De stations op de U6, waaronder Französische Straße, bleven echter nog ruim een half jaar gesloten en werden pas op 1 juli 1990, de dag waarop de officiële hereniging van de beide Duitse staten een feit werd, weer voor reizigers toegankelijk gemaakt. In 1996 volgde een omvangrijke restauratie van de jarenlang verwaarloosde stations op het centrale deel van de U6. Station Französische Straße, een beschermd monument, werd naar het noorden verlengd door een voorportaal bij het perron te trekken. De korte perrons op de lijn hadden al in de jaren 1960 tot capaciteitsproblemen geleid, waarna de perronverlenging op de stations in West-Berlijn ter hand werd genomen. De stations op het transittraject en de grensstations konden echter pas na de hereniging aangepakt worden.

### Sluiting

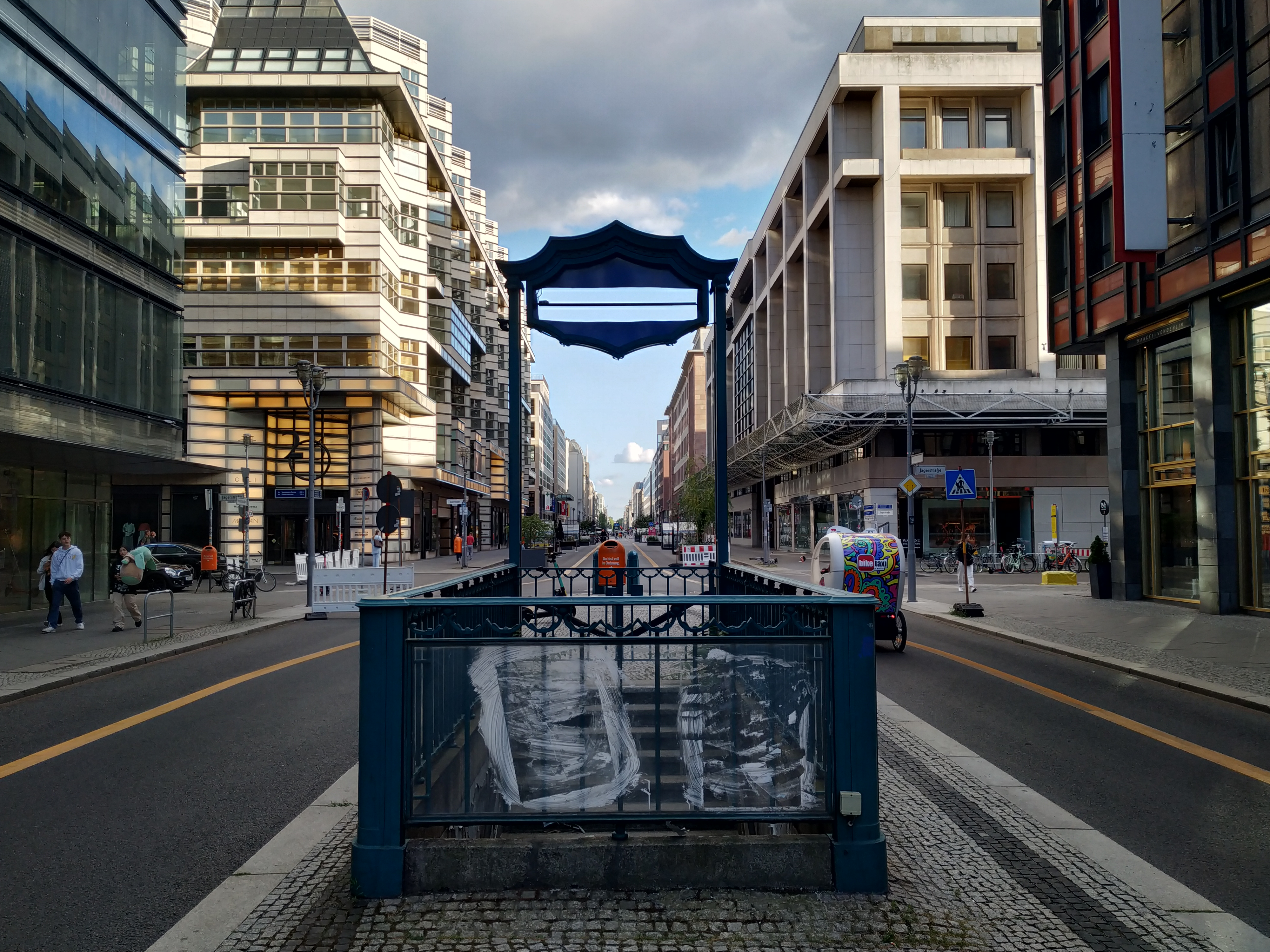
Toegang tot station Französische Straße na sluiting

Al sinds de jaren 1950 bestonden er plannen voor een westelijke verlenging van lijn U5. In 1994 begon de aanleg van het traject dat vanaf de Alexanderplatz via de straat Unter den Linden naar de Brandenburger Tor, de regeringswijk en het Centraal Station leidt. Onder de kruising van de Friedrichstraße en Unter den Linden ontmoet de U5-west de U6, en op deze plaats werd een nieuw overstapstation gerealiseerd. Het minder dan 200 meter zuidelijker gelegen station Französische Straße lag te dicht bij het nieuwe kruisingsstation en om deze reden gesloten. Over een toekomstig gebruik, bijvoorbeeld als tentoonstellingsruimte, is nog geen duidelijkheid.